# Rajko Grlić
Rajko Grlić, né le 2 septembre 1947  à Zagreb (Croatie, alors en Yougoslavie) est un réalisateur, scénariste et producteur croate.
Il est un théoricien du cinéma de l'université de l'Ohio, Athens, Ohio, États-Unis) et directeur artistique du festival du film de Motovun, en Croatie.

## Biographie
Rajko Grlić est le fils de Danko (sh) et Eva Grlić (sh).

## Filmographie

### Réalisateur et coscénariste
- 1974 : Kud puklo da puklo (hr)
- 1978 : Bravo maestro
- 1981 : On n'aime qu'une seule fois (Samo jednom se ljubi)[1]
- 1985 : Za sreću je potrebno troje (sh)
- 1989 : L'Été des roses blanches (Đavolji raj – ono ljeto bijelih ruža)
- 1991 : Čaruga (sr)
- 2002 : Josephine (hr)
- 2006 : Karaula
- 2010 : Juste entre nous (Neka ostane medju nama)
- 2016 : Ustav Republike Hrvatske
- 2024 : Svemu dodje kraj

#### Producteur
- 1989 : L'Été des roses blanches (Đavolji raj – ono ljeto bijelih ruža) (coproducteur)
- 1991 : Čaruga (coproducteur)
- 1992 : Virdžina (coproducteur)
- 2018 : Departure

#### Coscénariste
- 1972 : Društvena igra
- 1978 : Miris poljskog cvijeća
- 1979 : Budimir Trajković
- 1980 : Petrijin venac
- 1981 : Erogene zone
- 1984 : Rani snijeg u Münchenu

### Longs métrages documentaires

#### Réalisateur et scénariste
- 1968 : Svaki je čovjek dobar čovjek u rđavom društvu
- 2001 : Novo novo vrijeme (coréalisateur)
- 2004 : Roberto und Paolo – Zwei Leben fürs Theater
- 2017 : Vsaka dobra zgodba je ljubezenska zgodba (coréalisateur)

#### Producteur
- 2001 : Novo, novo vrijeme (coproducteur)
- 2003 : Sretno dijete
- 2007 : How Ohio Pulled it Off

### Courts et moyens métrages

#### Réalisateur et scénariste
- 1964 : Cigla
- 1965 : Kuda ideš Kunigundo
- 1966 : Kairos
- 1966 : Prolazak
- 1967 : Đurđa
- 1967 : Pričaj mi nešto lijepo
- 1969 : Nesporazum
- 1970 : Predgovor
- 1971 : Sve jedno drugo pojede
- 1974 : Pitka voda i sloboda
- 1974 : Pričaj mi priču
- 1978 : Zagreb
- 1986 : Pitka voda i sloboda II
- 1991 : Pariži, Istra
- 1997 : Pasta Paolo
- 1999 : Pitka voda i sloboda III
- 2002 : Stina
- 2010 : John „the Bear“ Butler

### Télévision

#### Réalisateur et scénariste
- 1968 : Mi iz Praga (moyen métrage documentaire)
- 1969 : Hamlet (série télévisée)
- 1971 : Pohvale (six documentaires d'une demi-heure)
- 1976 : Žestoke priče (six documentaires d'une heure)
- 1991 : Čaruga (film documentaire)
- 2010 : Deset godina kasnije (moyen métrage documentaire, coréalisateur)

#### Coscénariste
- 1975 : Grlom u jagode (série de dix épisodes d'une heure)